# Charles Babbage
Charles Babbage (26. prosince 1791 – 18. října 1871) byl anglický matematik, filozof, vynálezce, vizionář a strojní inženýr, který jako první přišel s nápadem sestrojit programovatelný stroj – počítač (v době jeho života se pojmem počítač označoval člověk, který počítá). Části jeho nedokončených strojů jsou vystaveny v Londýnském vědeckém muzeu. V roce 1991 byl podle Babbageových originálních plánů sestaven plně funkční diferenční stroj, za pomoci prostředků dostupných v 19. století. Tím se ukázalo, že by skutečně fungoval už tehdy. O devět let později dokončili ve vědeckém muzeu i tiskárnu, kterou Babbage pro svůj počítací stroj navrhl.
Je po něm pojmenován kráter Babbage na přivrácené straně Měsíce a také planetka hlavního pásu (11341) Babbage, objevená v roce 1996.

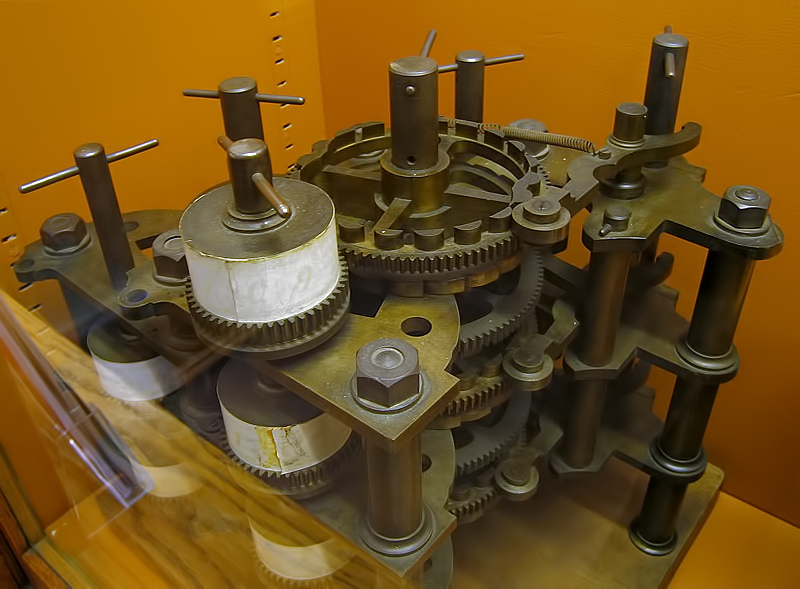
Část Babbageova diferenčního stroje, který, za použití součástek nalezených v dílně, sestavil jeho syn.

## Život
Narodil se v Londýně jako syn zámožného bankéře. V dětství byl často nemocný a proto byl do 11 let vzděláván matkou a následně soukromými učiteli doma. Od roku 1810 studoval matematiku nejprve na Trinity College a od roku 1812 na Peterhouse, kde odpromoval. S Johnem Herschelem a Georgem Peacockem založili v roce 1812 spolek Analytická společnost, kde se angažovali za nový vývoj anglické matematiky.
Sňatkem s dcerou velkostatkáře Georgianou Whitmore of Dudmaston in Shropshire 2. června 1814 získal zastánce a propagátora své práce, kterým byl bratr jeho ženy William Wolryche-Whitmore. V letech 1820 až 1835 působil v poslanecké sněmovně.
Po promoci přednášel Babbage matematiku, v roce 1816 byl zvolen členem Královské společnosti. A v roce 1820 založil s přáteli Astronomickou společnost. Roku 1824 obdržel Gold Medal of the Royal Astronomical Society – Zlatou medaili astronomické společnosti.
V roce 1827 mu zemřela manželka a obě děti, smutek nahradil prací. Od roku 1828 do roku 1839 působil jako profesor matematiky v Cambridgi.
Pracoval také v oblasti filozofie, vedl kampaň za reformu v britské vědě. Snažil se vydělat peníze na další vývoj svých strojů. Psal romány, prodával „výherní automaty“, sázel na dostizích. Utratil většinu rodinného jmění a stal se z něj zapšklý starý muž. Zemřel 18. října 1871 ve věku 79 let. Místem jeho posledního odpočinku se stal londýnský hřbitov Kensal Green.

## Návrhy počítačů

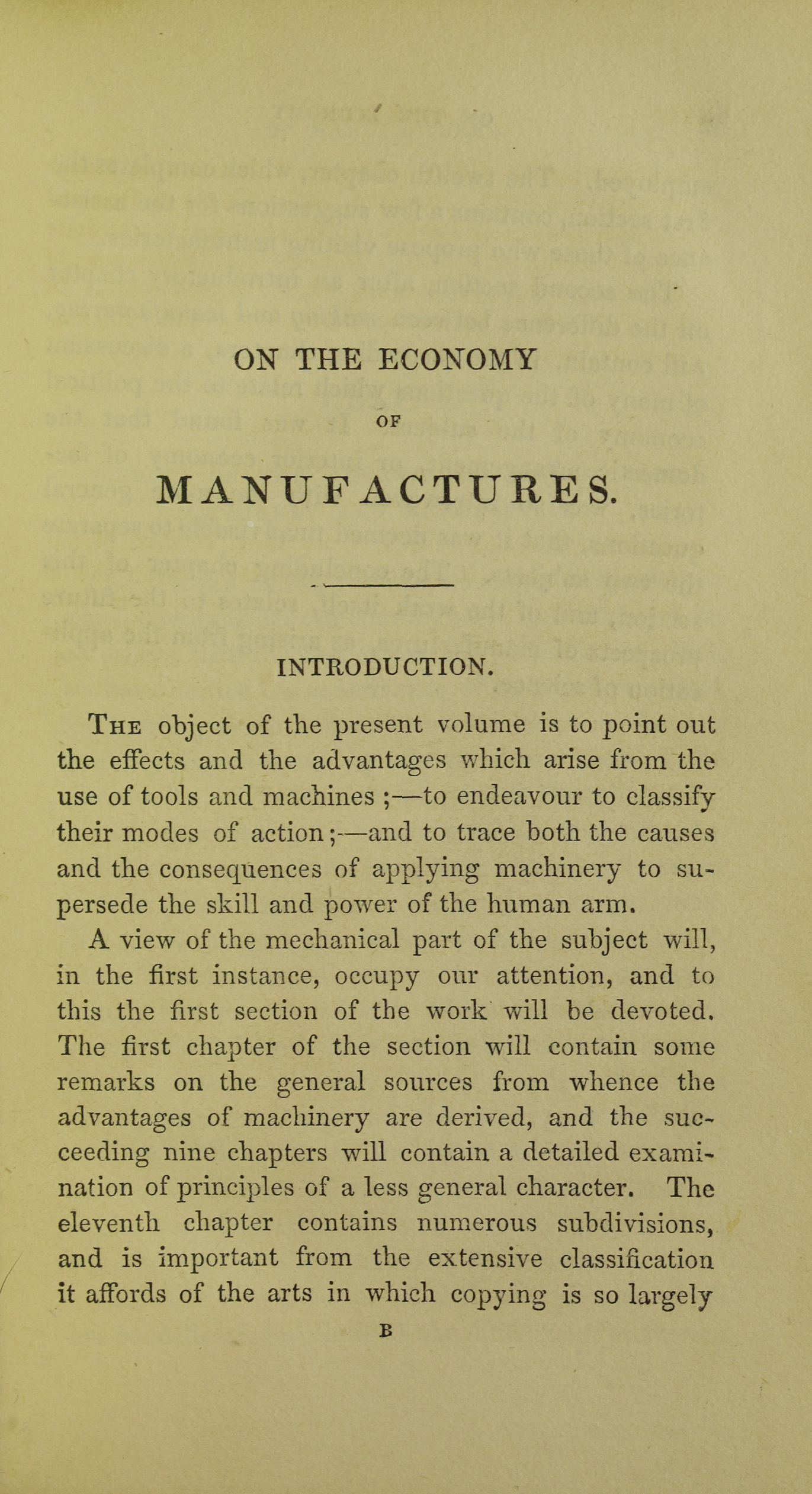
On the economy of machinery and manufactures, 1835

Ve viktoriánské době se zvyšovala přesnost měření, rozvíjela se věda a technické výpočty. Vznikala nová odvětví (např. statistika). Bylo zřejmé, že logaritmické a navigační tabulky se stanou nedostačující pro složitější výpočty.
Babbage patřil mezi jednoho z prvních, kdo si uvědomoval, že výpočty je třeba zpracovávat mechanicky a hledal řešení. Ovlivněn byl různými faktory: odpor k nepořádku, zkušenost s prací s logaritmickými tabulkami a dosavadní výzkum Wilhelma Schickarda, Blaise Pascala a Gottfrieda Leibnitze na poli počítacích strojů. Poprvé se o principech počítacího stroje zmínil roku 1822 v dopise Siru Humphry Davymu.
Babbageho stroje patřily mezi první mechanické „počítače“, ale kvůli problémům s financováním a osobním záležitostem, nebyly nikdy dokončeny. Pod jeho vedením bylo postaveno několik parou poháněných strojů, které dosáhly jistého úspěchu. Tento úspěch dokázal, že je možné počítání zmechanizovat. I když byly jeho stroje neohrabané a primitivní, jejich základní struktura byla velmi podobná moderním počítačům. Měly oddělenou datovou a programovou paměť, operovaly na základě instrukcí, měly oddělenou vstupní/výstupní jednotku a jejich řídicí jednotka mohla provádět podmíněné skoky.

## Diferenční stroj
Babbage se zabýval myšlenkou postavit „diferenční stroj“ (Difference Engine), který by počítal hodnoty pro „libovolnou funkci“, pomocí zjednodušení a sčítání hodnot výsledků (výpočet rovnice zjednodušil na sérii sčítacích operací pomocí derivace).
V roce 1820 začal Babbage s nákresy zařízení. Dne 14. června 1822
dokončil konstrukci modelu, který poté předvedl členům Královské společnosti v Londýně. Stroj byl složen z 96 koleček na 24 osách a hodinový mechanizmus zprostředkovával výpočty. Pomocí mosazné destičky s číslicemi bylo možno tisknout tabulky s výslednými ciframi.
Na základě kladného ohlasu odborné veřejnosti, Babbage obdržel od ministerstva financí grant ve výši 7 500 liber. Na vládní úrovni prosazoval myšlenku výroby stroje vévoda Wellington (v bitvě u Waterloo porazil císaře Napoleona), představoval si vojenské využití počítacího stroje pro dělostřelectvo a navigaci.
Výrobu prototypu provázelo mnoho překážek. První verze prototypu se skládala z aritmetické jednotky, která byla složena z jednoho tisíce ozubených koleček a „paměti pro data“ (měla obsahovat tisíc padesátimístných čísel). Počítací stroj obsahoval „řídicí sekci“ s programem činnosti. Tento program činnosti byl „vyděrován“ do papírových děrných karet. Babage se nechal inspirovat vynálezem francouzského obchodníka Josepha Jacquarda. Ten používal děrovaný papír na „žakárových strojích“. Byly to tkalcovské stavy, které používaly řídicí mechanizmus s děrovaným listem papíru, do něhož byl vytlačen vzor, který se přenášel na tkaninu.
Opracování litiny a mosazi, ze kterých měly být součástky počítacího stroje vyráběny, a jejichž „funkčnost“ závisela na velké přesnosti opracování, se ukázalo jako neřešitelný problém. Nepodařilo se vyrobit jednotlivá ozubená kolečka s takovou přesností, aby do sebe zapadaly. Přes další značné úsilí řemeslníků –pomáhal mu mechanik a hodinář Joseph Clement – se nepodařilo stroj dokončit. Diferenční stroj se skládal z velkého železného mechanizmu, ale neodpovídal představám Babbage.

## Analytický stroj
Na základě nezdaru diferenčního stroje, začal Babbage řešit varianty, které by odstranily chyby a nedostatky. V roce 1832 vytvořil nové zařízení: „analytický stroj“ (Analytical Engine), stroj měl spočítat jakýkoli výpočet. To byla revoluční myšlenka, která měla velký význam pro budoucí vývoj počítačů. Podle návrhu se stroj skládal ze čtyř částí, které odpovídají konstrukci moderních počítačů: „mill“ (procesor), „store“ (paměť), „reader“ (vstupní zařízení), „printer“ (výstupní zařízení).
Programové instrukce měly být vyděrovány na papírových kartách – štítcích podle Jacquarda. Babbage řešil tento problém systémem tří typů děrovaných karet (byly dokonalejší než Hollerithovy karty, užívané při sčítání lidu v roce 1890 ve Spojených státech). Rozdělil je na operační, číslicové a variační karty. Operační karty dodávaly instrukce stroji, číslicové karty nesly informace o hodnotě čísel a podle variačních karet se prováděl druh výpočtu. Karty byly rozlišeny i velikostí. Analytický stroj sice Babbage nesestrojil, ale jeho návrh patří mezi první návrhy počítače v moderním pojetí.

### První odborný článek o informatice
V roce 1840 byl představen koncept analytického stroje veřejnosti na konferenci v Turíně. Babbage se zde setkal s matematiky své doby, mezi nimi i s italským inženýrem Luigi Federico Menabreou. Ten v roce 1842 vydal pojednání ve francouzštině Notions sur la machine analytique de Charles Babbage, ve kterém shrnul poznatky Babbage. Toto pojednání lze považovat za první odborný článek o informatice. Do angličtiny přeložila článek Ada Lovelace, která se s Babbagem znala již více než deset let. Připojila své poznámky, které byly delší než samotný článek a Charles byl nadšen.
I když analytický stroj nebyl nikdy sestrojen, jeho návrh je prvním návrhem počítače v moderním slova smyslu.

## Geniální a komplikovaná osobnost
Vedle své vědecké práce se Charles Babbage zajímal také o veřejný život, inicioval petici proti londýnským flašinetářům, kteří rušili nejen jeho klid. Po neúspěchu petice se hudebníci a flašinetáři v Londýně scházeli pod jeho okny. Zapojoval se také do kampaní proti „nepřístojnostem“. Publikoval například „Tabulku relativní frekvence příčin rozbití skleněných oken“, když spočítal všechna rozbitá okna jedné továrny. Podle jeho výsledků bylo „opilými muži, ženami a chlapci“ rozbito 14 z 464 tabulek oken.
V roce 1864 sepsal článek „Pozorování otrapů v ulici“. Po bedlivém sledování a zapisování spočítal, že za 80 dní ho popudilo nebo rozčililo 165 „pouličních událostí“.
Dochovala se i historka týkající se Vigenèrovy šifry, která byla vyřešena již před sto lety. Kdosi mu přinesl šifrovaný text s tím, že ho nelze rozluštit. Babbage ale šifru „prolomil“ a poslal řešení. Přesto se ale Vigenérova šifra jako nerozluštitelná ještě několik let používala.
Charles Babbage se zabýval matematikou, také obory na první pohled s matematikou nesouvisejícími. Ale lze říci, že svými pracemi, týkající se informace a jejího zpracování resp. kódování a komunikace předběhl svou dobu o desítky let.